# Conde Arnau

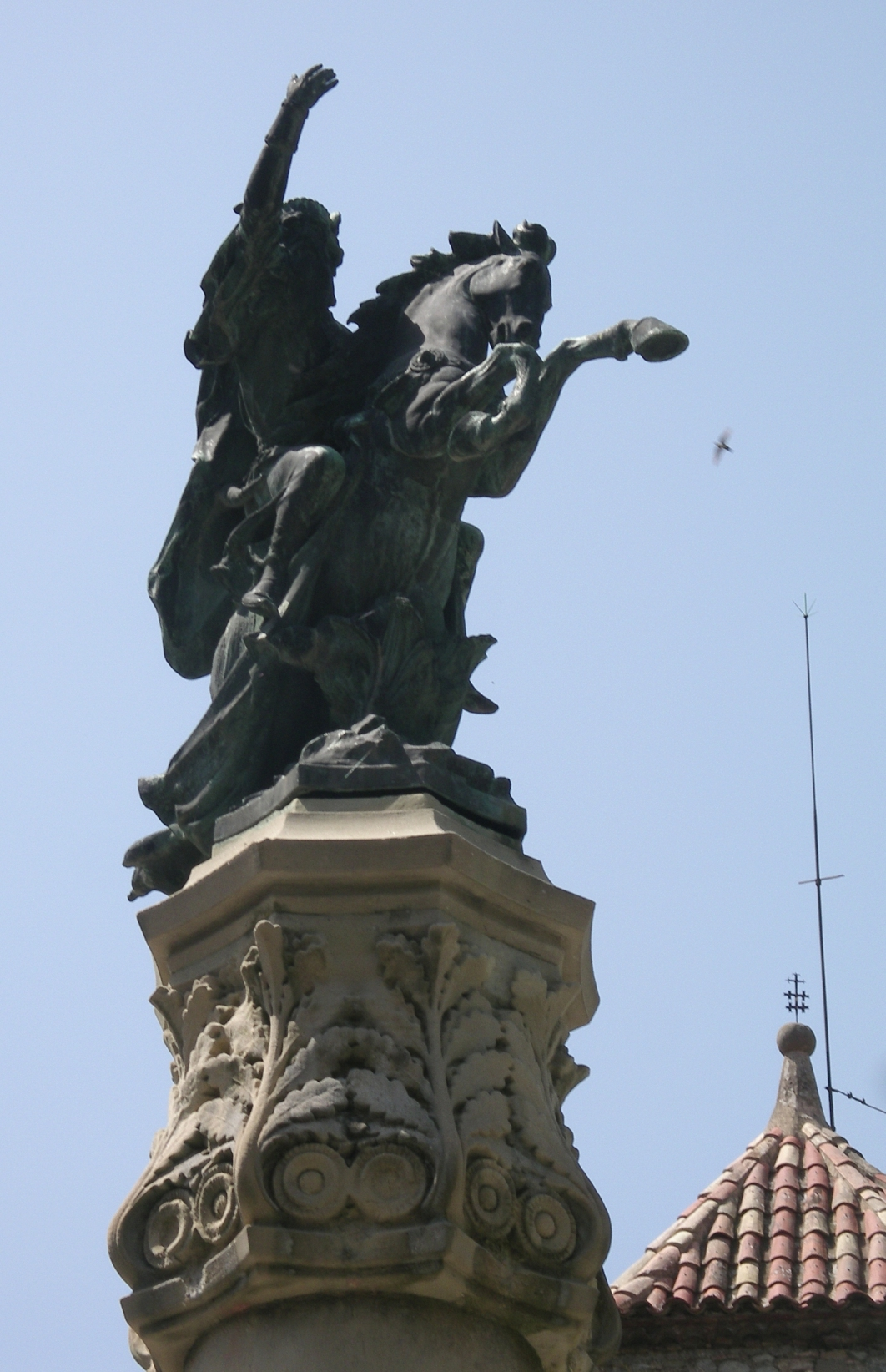
Escultura del Conde Arnau en Sant Joan de les Abadesses, detrás de la iglesia de Sant Pol

El Conde Arnau (en catalán Comte Arnau o Comte l'Arnau) fue un rico noble de la mitología catalana, relacionado con mito europeo de la cacería salvaje. Debido a varios pecados (como relacionarse con una abadesa o no hacer bien los pagos prometidos), fue condenado eternamente. Condenado a cabalgar durante toda la eternidad como alma en pena sobre un caballo negro al que le salen llamas por la boca y los ojos, el Conde l'Arnau va siempre acompañado por un grupo de perros diabólicos que le hacen de cortejo.

## La figura
Este personaje legendario y mítico catalán, más conocido universalmente como "el conde Arnau", es probablemente el más conocido de todos los espíritus, almas en pena y fantasmas del Condado. En principio, también es un personaje literario que tiene su origen en una canción tradicional catalana, posiblemente aparecida en Ripoll a finales del siglo XVI en la que se narra el diálogo entre el alma del conde Arnau, que purga el incumplimiento de sus deberes militares y su viuda. Desde Ripoll, el mito se extendió a toda la zona de influencia cultural catalana y se le incorporaron elementos de una leyenda anterior, del 1017, en que se le relaciona amorosamente con una monja del monasterio de Sant Joan de les Abadesses. 
Fue Marian Aguiló quien reunió el material sobre el mito en 1843 y Manuel Milá y Fontanals quien lo publicó en 1835. Parece que partía del convencimiento de que el conde Arnau era un personaje histórico. Romeu Figueras ha recalcado: Arnau es el mito más fuerte, más robusto y más popular de Cataluña, es el mito por antonomasia de la literatura catalana. Víctor Balaguer se basó e hizo una narración en 1858. De ahí que los literatos de la Renaixença hayan convertido su figura en el personaje medieval más romántico. El tema ha sido tratado también por Anicet de Pagès, Frederic Soler, Jacinto Verdaguer, Josep Carner, Joan Maragall (el que dio al personaje perfiles rebeldes y románticos), Josep Maria de Sagarra, Ambrosi Carrion, Antonio Ribera y Miquel Arimany. Felipr Pedrell musicó el poema de J. Maragall. Joan Amades destaca: (...) es difícil averiguar si se trata de un personaje histórico o si su figura es simplemente legendaria.

## Versiones históricas del mito
La versión histórica del personaje lo hace miembro de la familia Mataplana y señor de esta baronía, que dominaba buena parte del Ripollés y que era señora de los castillos de este nombre y los de Solans, de Sant Amanç o Amand, de Castellar y de Blancafort o de las Damas. 
Los Mataplana estaban vinculados al castillo del mismo nombre en Gombrèn y tienen como primer miembro documentado Hugo I de Mataplana (1076-1089). En el siglo XII los Mataplana tuvieron bajo su vasallaje los vizcondes de Bergadá, lo que indica el poder que tenían. Hugo IV de Mataplana (señor entre 1172 y 1197), rindió vasallaje a Alfonso II de Aragón y lo sucedió otro Hugo, llamado Hugo V de Mataplana, que participó en la conquista de Mallorca y murió luchando en 1229 en la batalla de Portopí. Otro Hugo de Mataplana (Gombrèn-Zaragoza 1291) fue consejero de los reyes Jaime I, Pedro II y Alfonso II de Aragón y obispo de Zaragoza en 1289, donde coronó al rey Jaime II (1291). Una dama de la familia, Blanca de Mataplana (fallecida en 1290), se vinculó en matrimonio con la familia noble de los Urtx. Hugo VII de Mataplana (muerto en 1328) se convirtió en conde de Pallars Sobirá por su boda con la condesa Sibila I, iniciando la dinastía condal de los Mataplana del Pallars. En 1320 la familia dejó el castillo originario y se instaló en un palacio en La Pobla de Lillet. Curiosamente, en 1373 la señoría fue adquirida por Pere Galceran de Pinós, lo que concuerda con la leyenda que explica que la viuda del Conde vendió su patrimonio a esta otra familia de la nobleza catalana. 
Pero siguiendo con el Conde, se supone que vivió durante la primera mitad del siglo XIV, ya que se encuentra un testamento su otorgado el 15 de julio de 1353. El maestro Manuel Milá y Fontanals lo cree fundador de un campesinado ripollés existente el siglo XV, llamada Pernal o Pernau; esta masía fue fundada por un tal Pere Arnau, campesino. Así pues, en opinión del maestro Milá, estos dos personajes debían ser uno solo. Este Arnau, de personalidad imprecisa, parece que fue nieto de Blanca de urgió o Blanca de N'Hug, señora del castillo de las Damas o de Blancafort, que en 1278 hizo renuncia de sus derechos señoriales a favor de sus vasallos. Su nieto Arnau de N'Hug tuvo fuertes cuestiones con el abad del monasterio de Ripoll sobre los límites jurisdiccionales del monasterio y la baronía y volvió a imponer los malos usos feudales a los vasallos. Ha sido identificado erróneamente con el conde de Pallars, señor de Mataplana, que ya hemos mencionado, o con Arnau, un despótico señor del castillo de Montmur (Noguera), que abusó de la hija del vizconde de Albesa, y esta le maldijo, condenándolo a vagar mientras quedara una sola piedra del castillo y por eso ronda de noches por sus ruinas. 
Es difícil averiguar si se trata de un personaje verdaderamente histórico o si su figura es simplemente legendaria. Sea como sea, considerada desde un punto de vista tradicional, la leyenda es universal y cae dentro del ciclo de aquellas que nos describen almas más o menos sacrílegas condenadas a vagar eternamente en castigo por los pecados cometidos. El conde del Arnau tiene muchos puntos de contacto con el héroe del norte de Francia conocido como Hellequin, Harlequin, Hielequin, Hölle-Koenig o Hernequin, nombre que se escribe de maneras diferentes. Se considera el personaje Hernequin o Hellequin del mito de la cacería salvaje como origen del arlequín de la farsa. 
Se cree equivalente también nuestro Arnau con un conde de Borgoña llamado Arnold, personaje que unos consideran histórico mientras que otros lo creen eminentemente legendario, que vivió en el siglo XIII y se le supone nieto y enemigo del conde Arnold el Grande de Borgoña y marqués de Flandes que floreció entre los años 918 y 965. El héroe de quien hablamos combatió contra los agarenos y gentiles que invadían su país, como el nuestro Conde, y murió en la pelea junto con su esposa, llamada Berta y su hijo. El héroe, al sentirse herido, se refugió en la abadía de Samer y pudo llegar hasta el pie del altar, donde cayó muerto. La gente de la región lo consideran como el héroe de la reconquista del país, y de noches, similar a nuestro Conde, lo ven volar por los aires seguido de la lista de los guerreros y de su esposa Berta. Se reproduce la lucha con los moros y se oye el ruido de la brega y el embate de la batalla, que a veces se convierte en una cacería loca y desenfrenada dirigida por el conde Arnold. La caza de la llamada reina Berta es tradicional por diferentes regiones nórdicas. Evidentemente, el conde Arnold de la Borgoña, medio histórico y medio legendario, tiene muchos puntos de contacto con nuestro conde Arnau, de gran fuerza legendaria y sin una verdadera base histórica hasta ahora conocida. 
En dicha leyenda del conde l'Arnau destacan tres aspectos: 
1 - El del héroe de la reconquista, que también reúne Hernequin, que le da rango de personaje de gesta y que lo hace entrar en una jerarquía de héroes común a todos los legendarios. 
2 - Otro aspecto es el del señor feudal despótico con sus vasallos y de costumbres licenciosas y libertinos, aspectos que lo sitúan en otro ciclo universal de cuentos. 
3 - Un tercero es el de sacrílego sin escrúpulos ni remordimientos, enemigo del cielo y amigo del diablo, condenado a vagar eternamente en castigo de sus profanaciones. 
Como alma dañada, la leyenda del Conde se confunde con el Mal Cazador, con la relación del cual se entronca a buen seguro por el detalle de tener que vagar eternamente. Hay quien siente pasar el Conde seguido de una llorigada de perros que manchas y suena y que le siguen raudos en su loco caminar. Se le cree cazador encarnizado, aunque la tradición casi ni menciona que sintiera la pasión de la caza. Hay quien le exculpa aduciendo que Arnau de Mataplana fue obligado a casarse a los quince años con Elvira, quien le doblaba la edad y era carente de atractivo, por lo que la dejó, atraído por Riquilda o Adelaisa, que la vez fue obligada a profesar en el monasterio de Sant Joan de les Abadesses. Riquilda o Adelaisa murió, y el conde Arnau, una noche de tormenta, robó su cadáver y, cabalgando loco con su cuerpo en brazos, al despeñarse en un risco. Y, en noches de tormenta, algunos comarcanos del Ripollés ven, o creen ver, a la luz de los relámpagos, el excitado corcel de fuego corriendo por los aires. 
La tradición de la caza infernal es bien universal y su malogrado héroe es conocido con nombres muy diferentes, según los pueblos: Ribaud, Galerie, Hollifernes, Geletnien, Treschutz, el gran rey Arturo, héroe de la mesa redonda; hopera, Bodet el ya referido Hellequin, que Dante Alighieri convierte en Alicgino y hace figurar entre los condenados de la Divina Comedia. La misteriosa cabalgata del conde Arnau remite a los mitos de la festividad de San Juan, noche en que, al punto de las doce, el noble sale del agujero de San Huevo montado en un caballo negro que escupe fuego por la nariz todo escapando del infierno. 
Viene seguido de unos perros y de una tropa de condenados que corren tras su locamente, malditos por la eternidad a perseguir una presa inalcanzable. Por miedo a encontrarse con la llodrigada del conde nadie se atrevía a salir de noche por las comarcas ripollesas, pues se decía que quien se topaba con la maléfica procesión quedaba también encantado y condenado a correr poseso tras el conde del Arnau . Este mito tiene similitudes palpables en otros, como el de la Santa Compaña gallega o la persecución bretona del rey Arturo. 
Entre los héroes de la cacería infernal también hay mujeres. Ya nos hemos referido a la reina Berta. Para las regiones nórdicas conocen una dama, Hold, y los pueblos germánicos ven dar vueltas por el cielo Frau Gauden, seguida de veintiún cuatro hijas estribillos perros. Cuentan que la dama Gauden tenía una pasión loca por la caza y, como ella, sus hijas. Llevadas por su afán, un día la madre dijo que ojalá pudiera cazar para siempre y las chicas manifestaron el mismo deseo. Y el Cielo satisfizo su voluntad: condenó la madre a cazar eternamente seguida de las hijas estribillos perros, que nunca la dejan. La noche de San Silvestre, si encuentran una casa abierta, entran y dejan un perrito dentro de los fogones o junto al hogar. Una campesina descubrió la manera de saber si los perritos eran o no de buen ser. Puso cerveza en una cáscara de huevo. El perrito, sorprendido, dijo que, pese a ser muy, muy viejo, nunca había visto algo parecido. Y, dicho esto, subió por la chimenea y huyó. Obró como "el hijo del diablo" de nuestra rondalla así llamada. 
El rey Arturo, el caballero de la mesa redonda, está condenado a cazar eternamente por los bosques de Inglaterra y de Bretaña, especialmente para las tierras más inmediatas a Finisterre. Va seguido de un gran ejército de sirvientes que continuamente hacen sonar el cuerno y atizan los perros y los caballos en la carrera desenfrenada, pero solo puede cazar una miserable mosca cada siete años. 
Los vecinos de Frankfurt creen que las ruinas del cercano castillo de Fudenstein son habitadas por un cazador que sólo sale momentos antes de estallar una guerra, de la que viene a ser el anuncio o agüero. Lleva un largo cortejo de carruajes que, al rodar ilusoriamente por el espacio, producen una gran ruido que estamordeix la gente, angustiosa de lo que pasará. 
En nuestro país mismo, además del Mal Cazador hay diferentes personajes condenados a cazar eternamente como expiación de varios sacrilegios. El caballero Fernando, muy conocido en la Cerdanya, que abandonó la misa para perseguir una liebre blanca y el monaguillo le dijo: <<Detureu-vos y adoráis Déu.>> - Él respondió: <<Ni que me lo pidiera Dios no me detiene>> .- El cazador negro, que azotó el sacerdote porque le quería hacer escuchar el sermón y él prefería ir a cazar. El cazador del Montseny, que el día de la fiesta mayor de Santa Fe, para poder volver más bien a la caza, ni se arrodilló. Los cazadores del rey, que pasaron más de un mes sin cazar nada y al atardecer de la víspera de Corpus vieron una liebre blanca, grande como un rebeco, y, afanyosos de cazar para que el rey estuviera contento , no fueron a dormir ni respetaron la santidad de la fiesta, y todo el día siguiente cazaron, y cada vez que se solemnizar el Sacramento ponían en marcha un rasgo que retumbaba por todo el espacio. El cazador del Montnegre, que rodea por las Gavarres, en medio del ruido propia de los demás cazadores infernales, cuando pasa se oye el gemido de la pobre mujer que raptó de las vallas de la plaza de Dosrius. 
La víspera del Día de Reyes se siente pasar también el rey Herodes cazando a la desesperada y seguido de un grupo de almas en pena. La tradición de los amores sacrílegos con una monja del convento de Sant Joan de les Abadesses y del de Sant Amanç, es muy popular por todo el dominio de la leyenda. 
La personalización en la princesa Adelaisa, o Adelaisa, es seguramente de origen erudito y no ha llegado paso al pueblo. Esta dama era hija del conde de Barcelona Suñer I y de su esposa Riquilda y hermana de Borrell II y Miró I. Fue casada con el conde de Urgell Sigifredo. Quedó viuda y tomó hábitos el 15 de agosto del 950, por propia vocación de monja. Fue abadesa durante cuatro años y renunció a la abadía porque su humildad la inclinaba más a creer que a mandar. 
Tras la derrota de Barcelona por los moros y de la destrucción del cenobio benedictino de Sant Pere de les Puelles, del que la tradición nos cuenta una leyenda muy bella, el conde Borrell, hermano de Adelaisa, le mandó que tomara el abadiado del convento de Barcelona en sustitución de la abadesa matriz, que los moros habían hecho prisionera y conducido a Mallorca. Esto fue en el año 986. Adelaisa vivió, por tanto, cuatro siglos antes del conde Arnau pseudo-histórico que se supone héroe de la leyenda. En la versión de Maragall, Adelaisa, abadesa de San Juan, interpone entre el conde Arnau y ella el Santo Cristo. Pero el Conde la posee y le hace un hijo, él sigue su carrera imparable y ella muere. 
El conde Bernat Tallaferro, conde y señor de Besalú, era hermano de la abadesa de San Juan y, por envidias territoriales sobre los dominios del convento acusó a la comunidad de disoluta y licenciosa. El Papa Benedicto VIII llamó la madre abadesa en Roma, pero no compareció, y la comunidad fue condenada por rebelión mediante la publicación de una bula disolviendo la comunidad de monjas de San Juan, calificada de meretrices de Venus. 
En cuanto a la esposa del supuesto conde Arnau, Elvira Apillars, hizo renuncia de todos sus bienes a favor de la Iglesia en el año 1357, ante el obispo de Vich, Pau Gorguera. 
La leyenda está extendida por todo el Ripollés, por el Llusanés, por parte del Bergadá y llega con más o menos intensidad hasta buena parte del Llano de Vich. Se encuentra desde la Pobla de Lillet hasta Sant Quirze y desde Camprodón en la misma ciudad de Vich. La canción tiene un dominio mucho más amplio. Contaba el maestro Felipe Pedrell, que era tortosino, que su madre la empleaba como canción de cuna. Una mujercita de Prades, que hace unos cuantos años que la cantaba, le llamaba "La Jaia Arnavat", con referencia a la esposa del Conde, y enseñaba la casa donde vivían los protagonistas, que se encontraba tres o cuatro calles más allá de la suya. 
También se encuentran variantes en Mallorca. La danza de Campdevánol pertenece al grupo de danzas en el curso de las cuales se rocía las bailadoras con agua aromática, riega el suelo o esparce agua o cualquier otro líquido por uno u otro sistema. Estas danzas, consideradas etnográficamente, parecen ser restos de ceremonias primitivas de tipo mágico y carácter agrícola encaminadas a provocar la lluvia, la cual se trataba de imitar rociando inicialmente el suelo y más tarde las danzantes, gesto que quería imitar el acto de la lluvia, la cual se trataba de obtener por efecto de magia simpática. La figura final de la corro se encuentra por diferentes pueblos pirenaicos, sobre todo por Navarra. El levantamiento de las trabajadoras parece responder también a un simbolismo mágico por el que se trataba de imitar y obtener el crecimiento de los vegetales. También parecen incluir este sentido los castillos de los Xiquets de Valls, los cuales también hay restos por las comarcas pirenaicas, y, asimismo, las otras figuras de danza en el que unos ballaires suben o se encaraman sobre los demás. En la versión mallorquina del conde Arnau, o Comte Mal, involucra a un personaje real: Ramon Safortesa Pacs-Fuster de Vilallonga y Nieto, segundo conde de Formiguera (1627-1694), señor de las antiguas caballerías de Hero, Santa Margarita, Alcudiola, María, Puigblanc, Castellet y Cerrar. Violento y vinculado al bandidaje, a quien el pueblo mallorquín miraba con rencor, le llevó aquella vida a acomodarse a la leyenda lóbrega del conde Arnau. Era de un carácter político y social muy acusado.

## El mito
La historia de Arnau es larga y complicada. La tradición no nos presenta la gran figura del Conde Arnau suficientemente definida. Seguro es que nació de una leyenda y también de una canción. También podría tratarse de algún personaje histórico desfigurado por el paso del tiempo. La voz popular a menudo se contradice y nos habla de una manera inconcordante. Unas veces hace un héroe y otros lo considera un monstruo. Este concepto está bastante más extendido que el primero. Explicaremos lo que hemos oído decir, aunque unos conceptos no aten e incluso se opongan a otros. 
El conde del Arnau era barón de Mataplana, conde de Pallars, barón de Tosas, señor de Gombreny, de Aranyonet y de la Pobla de Lillet. Su baronía comprendía una buena parte del Ripollés y era señor de los castillos de Mataplana (donde tenía su residencia principal), del de Solans, del de las Damas o de Blancafort y del de Castellar de N'Hug. Aparte de estos hizo construir el de Puigbó (cerca de Gombrèn), Monegal (al este del Montgrony), y San Amanç (encima de Sant Joan de les Abadesses). Era pariente de san Juan de Mata, hijo del castillo de Mataplana, el cual tiene dedicada una capilla ante el derruido castillo. 
Semillas de la invasión de los moros, los sarracenos llegaron hasta el pie del Montgrony, pero no se creyeron con fuerzas para invadir aquella cima tan agreste. A continuación impusieron un tributo anual al campesinado que consistía en cien doncellas, cien caballos blancos, cien vacas lecheras y cien terneros, tributo que era pagado con mucho pesar, tanto porque resultaba ominoso como porque representaba la ruina del país. 
El conde Arnau convocó a sus vasallos en el santuario de Montgrony y les dijo armarse para abatir los árabes y liberarse del tributo, tan vejatorio. Todos los reunidos, ante la imagen de la Virgen, prometieron ayuda al Conde y ponerse a su lado. En cambio, otra tradición nos dice que así que los moros llegaron al pie del Montgrony la roca viva se astillarse y tragó la imagen de la Virgen, para salvarla de la profanación impía musulmana, y que fue descubierta más tarde por una vaca, cuando la tierra fue reconquistada y el peligro de profanación hubo pasado. Según esta tradición la Virgen difícilmente podía ser testigo de la conjura. 
Los moros, enseguida de verse atacados, reaccionaron con tanto brío que los cristianos se vieron obligados a huir hacia Monegal, villa importante que dicen que hubo en la cima del Montgrony, que era entonces la capital de esa región y de la que hoy sólo quedan unos cuantos escombros. El conde del Arnau huyó y, corriendo como el viento, llegó hasta la Cueva del Moltó, que todavía se abre en el risco derecha del Freser, muy cerca del río, en término de Campdevànol. También dicen que eran las cuevas de Ribes. Las hadas de las cuevas de Ribes, pues, corrieron en su ayuda y le dieron una espada maravillosa, forjada por los martinetes, enanos de bajo tierra, lo hiere siempre al ser desenvainadas. Los moros lo persiguieron, pero no se sintieron ligeros para subir aquel risco tan escarpado e idearon un ingenio. Amontonaban las ramas de árboles e hicieron como una especie de escalera. Así pudieron alcanzar la cueva. El Conde, pero, desde la boca, armado de su espada, los iba aventándolo mandobles tal como se le iban presentando. Mató a tantos que, aunque hasta no hace mucho tiempo, se encontraba por aquellos andurriales huesos de los muchos sarracenos caídos. Finalmente comprendieron que si persistían en su afán no quedaría ni uno, y decidieron dejarlo estar. 
Mientras los sarracenos trataban de abatir al Conde, sus campesinos habían reaccionado del percance sufrido. A toques de cuerno hicieron correr la nueva de lo que había pasado. Todos nuevamente se reunieron, llenos de coraje y armados hasta los dientes, y deshicieron los guardianes del castillo donde residía el rey moro y lo mataron. Esta batalla se produjo en el paraje denominado los Closos y que, según voz popular, en otro tiempo se había dicho los encerrados, haciendo referencia al ejército moro que, de retorno de batir el Conde, fue encerrado por los de Gombrèn , que les esperaban. Se ha encontrado por aquellos andurriales huesos humanos y, sobre todo, medias lunas de hierro de las que habían llevado a los sarracenos en sus turbantes como enseña del mahometismo. 
En cierto modo podríamos considerar este hecho un símil de la Covadonga asturiana, sólo que, en este caso, se quiere narrar el nacimiento de Cataluña mediante un héroe como Arnau. 
Para toda aquella cercanías corrió la voz de la gran victoria lograda por los campesinos del Conde contra los sarracenos y fueron muchos los que sumaron al movimiento de redención y de rebelión y las emprendieron contra los moros, que de aquella embestida tuvieron que retroceder hasta Alpens. Al Montgrony fue, pues, según la tradición, donde se inició la reconquista de la tierra del poder agarè, y el conde l'Arnau fue el caudillo y el propulsor. 
Es bien cierto que la reconquista de las tierras catalanas se inició seguramente el Ripollés, que es conocido como "la cuna de Cataluña". 
Cuenta también la tradición que el Conde ahuyentó los moros de toda la región, salvo un pelotón de muy valientes que, guiados por un reyezuelo, se habían hecho fuertes en el castillo de Lillet. Todos los intentos hechos por desencastellar-los habían resultado inútiles. Un día que hacía una niebla muy espesa, el Conde llegó rápidamente toda su gente ya toda prisa construyeron el monasterio de monjes de la Pobla de Lillet. Al día siguiente, cuando la niebla se desvaneció, los moros se encontraron con ese cenobio como surgido de bajo tierra, todo radiante de cruces y de signos de Cristo, cuya acción no pudieron resistir, y abandonaron el castillo. 
De todo es bien sabido la misteriosa capacidad del Conde para llevar a cabo obras increíbles, como construir un monasterio en una sola noche. Pero de estos poderes, que también son maléficos, hablaremos más adelante. 
Otras tradiciones cuentan que el caudillo visigodo Quintiliano, huyendo de la invasión agarena, se refugió en Montgrony, que era prácticamente inaccesible. Allí se sintió seguro y trató de organizar unas fuerzas para emprender la reconquista. Como no conocía el país ni sabía donde podía acudir ni de quién se podía fiar, pidió ayuda al conde Arnau, que gozaba de un gran prestigio, por efecto del que reunieron un fuerte ejército que acampó en Coma Armada , paraje que antes era conocido con otro nombre y que pasó a llamarse así desde entonces. Otra tradición sobre dicha reconquista cuenta, aún, que el que hizo hacia el Montgrony fue el conde Otger Cataló y que plantó su tienda. Para reunir un ejército poderoso para poder afrontar los moros, hizo sonar su cuerno de guerra a los cuatro vientos, pero ni un solo hombre no acudió a su llamada, y Otger, que iba bien solo, sin otro compañero que un perro muy fiel e inteligente, quedó bastante desolado. La bestia comprendió el estado de ánimo de su amo ante el fracaso y para ayudarle corrió hacia el castillo de Mataplana, donde dio a entender que pasaba algo extraordinario. Tanto y tanto porfidiejar que el conde l'Arnau mandó a un sirviente que siguiera el perro para ver qué quería. La bestia llevó-hasta la tienda de su amo y Otger le expuso su plan para que hiciera conocedor de su señor. Cuando el conde l'Arnau n'hagué mención le prometió ayudarle en todo y por todo. Usando de su prestigio llamó a los caballeros más aguerridos y reúne hasta nueve, que se emparejan para combatir a los moros. Los nueve caballeros juraron fidelidad a su palabra ante la imagen de la Virgen, que tomaron por testigo. Todos se sacaron las espadas y las extendieron a la vez encima del altar, dispuestos ellos en círculo alrededor de la mesa. Y cumplieron el juramento, pues no pararon de luchar hasta que alcanzaron plenamente su propósito. 
Otger reconoció que debía el éxito de su empresa al esfuerzo ya la inteligencia de su perro, y quiso honrar como se merecía. El premió con un magnífico collar y para eterna memoria puso el perro en su escudo en actitud de correr. 
Los nueve caballeros que se juntaron para combatir a los enemigos sarracenos pasaron a llamarse desde entonces los Nueve Barones de la Fama, y de cada uno de ellos surgió una familia noble. En total los caballeros eran Dapifer de Montcada, Galceran de Pinós, Hugo de Mataplana, Guillem de Cervera, Ramón de Cervelló, Pedro de Alamany, Gibert de Ribelles, Roger de Erill y Ramon de Anglesola. De ahí surgieron las familias de los Montcada, Pinós, Mataplana, Cervera, Cervelló, Alamany, Ribelles, Erill y Anglesola. Estas familias configuraron luego el más importante de la nobleza catalana. La figura de los Nueve Barones de la Fama toma semejanza de los Doce Padres de Francia y los Caballeros de la Mesa Redonda.

## Un lado puro y uno oscuro
El origen de los títulos y dominios nobiliarios del conde del Arnau también se presentan muy oscuros. Con todo hemos recogido la siguiente versión.
El Conde, que era de la rama de los Pinós, en cierta ocasión hizo armas contra el conde de Barcelona y, este, que resultó vencedor, el castigó y desposeyó de todos sus bienes. Además, el exilió siete horas lejos de lo que habían sido sus dominios, hacia el lado de tramontana, y después de darle una piel de buey, le concedió tanta tierra como con ella pudiera cubrir. El Conde se situó justo al límite de la herencia que dejaba y, caminando siete horas justas, hizo hacia Gombrèn. Una vez allí cortó la piel de buey en tiras muy estrechas, las juntó e hizo una cinta muy larga con la que rodeó toda una porción de tierra que le permitió levantar un castillo con una gran era delante y aún construir más allá una capilla dedicada a San Juan de Mata, que, al parecer, era pariente suyo. El castillo tomó el nombre de Mataplana, por cuanto que este era el apellido del conde Arnau. También se llamó simplemente Parnau o Parnal. De esta manera se convirtió en barón de Mataplana y sus dominios se extendieron por buena parte del Ripollés, cerca de Montgrony.
La bisabuela del conde Arnau, Blanca de Hugo, señora del castillo de las Damas, o de Blancafort, era muy buena y liberal hasta el punto que eximió a sus vasallos de todos los tributos y derechos abusivos de que entonces gozaban los señora feudales y les dio amplias franquicias en todo sentido. El conde Arnau, carente de todo haber y sin ningún otro patrimonio que la piel de buey, escogió para asentar su residencia las tierras de su abuela, con el intento de reclamar de sus súbditos los derechos que la dama les había hecho francos y de convertirse en señor del viejo patrimonio. Exigió a sus vasallos el pago de todos los tributos atrasados, con los créditos e intereses. Todo lo quiso cobrar hasta el último dinero. Este abuso le fragua la antipatía de todos ellos. No tuvo paso interés en hacerse agradable a sus súbditos, sino al contrario, los trataba con todo rigor, incluso dentro de las costumbres feudales de aquel tiempo, tan vexatius. Se hizo malvoler tanto que rodeó su figura de un halo de odio y de miedo que aún perdura. Su idea promueve escalofrío, y entre la gente sencilla de la zona de Gombrèn todavía encontraríamos quien siente miedo solo con oír pronunciar su nombre.
Cuentan que el conde Arnau era amigo del demonio, y, sobre todo, enemigo de Dios. En cierta ocasión tenía mucha prisa porque las obras de construcción del castillo se acabasen pronto, y todo era azuzar a los trabajadores para que se afanaran. Cuando la obra ya era muy avanzada el maestro que dirigía un día dijo: <<Mañana acabará la torre, si Dios quiere>>. El Conde, al oírlo, dijo: <<Tanto si quiere como si no quiere.>> ¿Y por más que todos se apresuraron, la torre no se terminó y nunca quedaron terminadas las obras del castillo, a pesar de todos los esfuerzos. Finalmente s'enrunà sin estar aún terminado. Una variante de la leyenda cuenta que un día el Conde, en una tertulia de caballeros, dijo que él tenía tanto poder como el sol, que desde una montaña veía la otra. Los compañeros hicieron un gesto medio despectivo que le hirió el amor propio. Al llegar a su castillo, gritó el maestro de obras más bueno de entre sus vasallos y le ordenó que levantara una torre tan alta que desde su casa, por encima de la montaña del Montgrony, pudiera ver toda la llanura de la Cerdanya. El maestro le dijo que la empresa era imposible, pero él, airado, le exigió que la llevara a cabo. El ingenio del maestro y las sudadas de los pobres vasallos hacían posible esa locura. Y, cuando ya casi la torre estaba terminada, pasó lo que llevamos dicho, y al momento que el Conde dijo la última palabra, la obra se hundió.
Para proveer de agua el castillo quería conducir la de las fuentes del Llobregat, que entonces llegaban hasta la Espluga. También quería llevar las de Meials, de Vilagran y de Vila-chica, que hizo llegar hasta el plano de la Pera. En el mejor de las obras, uno de los trabajadores dijo: <<Pronto acabaremos el trabajo, si Dios quiere.>> --- El Conde, furioso, le reprendió, airado de tal manera parecida a como había contestado al maestro de 'obras que levantaba la torre, y al instante las aguas se detuvo justamente en el punto donde se encontraban. Las fuentes del Llobregat retrocedieron hasta Castellar de N'Hug, donde aún manan. A Serra-seca se puede ver un gran surco hecho a golpes de escoda sobre la roca viva, que recuerda el conducto por donde debía pasar el agua.
El Conde, por otra parte, también era amigo de la Virgen y los santos. Una vaca de su vacada encontró la imagen de la Virgen del Montgrony. Así que lo supo, mandó al vaquero que la llevara al castillo, donde le haría levantar una capilla como una catedral. Sin saber cómo, sin embargo, la imagen huyó del castillo y se volvió en el estante donde aún hoy se puede ver. El Conde mandó al servicio del castillo que fuera devuelta la imagen. Así fue hecho, pero otra vez en huyó. El caso repetirse siete veces, hasta que comprendió que la Virgen no deseaba ese altar que él quería erigir y decidió hacerle levantar una ermita allí mismo. El Conde pagano todas las obras con el mandato expreso que nadie más diera ni un dinero ni hiciera nada que favoreciera ni ayudara.
El acceso al santuario de Montgrony era muy difícil, por no decir imposible, a través del greña natural abierto en la roca viva. Como se puede decir que nadie podía subir, el Conde llamó a su gente y les mandó que a golpes de escoda hicieran como unos escalones que formaran escala. Los vasallos, que trabajaban mucho y con poco provecho, en sentían desagrado. Para estimularlos les prometió que por cada cesta de piedra que arrancarían les daría un de trigo. El trabajo, pero, tampoco se veía, a pesar del tiempo que pasaban. El Conde creyó que la gente trabajaba de mala gana, y les prometió un celemín de oro para cada cabassada de tierra. El más viejo de los vasallos que trabajaba dijo al Conde que había que picar tanto, que no sacaban sino polvo, ya que tenían que desmenuzar la piedra. Él contestó que pagaría el polvo como si fuera piedra. Y la buena gente hicieron la escalera. El Conde tuvo un gran gozo, pero no se acordó además del pago prometido. Uno de sus súbditos le hizo memoria, y él replicó:
"Palabra dada-nunca más recordada. Y Cuenta pedido-ya está pagado."
Y no les dio ni un miserable maravedís. Otras versiones de la leyenda dicen que en vez de una medida de oro para capazo de piedra los pagó con tres dinero diarios, cantidad ínfima para un trabajo tan dura. Se dice también que pagó con trigo mezclado con tierra y piedras y también que, en medirlo, en lugar de dar la medida a montón, según ley y costumbre de entonces, la hacía demasiado zanja. Hay versiones de la canción en las que cuando su esposa le pregunta por qué pena, el Conde responde:
"Para soldadas mal pagados" Otras versiones dicen: "Por medidas mal rasades"
Se dice que por haber levantado la iglesia del Montgrony se hizo poner el retrato como recuerdo de su altruismo. Para se tenía un cuadro que hubo hasta principios del siglo XX, colgado en las paredes del santuario. Llevaba una espada en la mano y parecía estar rodeado de llamas rojas. La gente decía que la espada era la Raseta que lo había hecho condenar y que por eso estaba todo rodeado de llamas. La figura, sin embargo, representaba una imagen de san Pablo, que, como militar, llevaba espada e iba cubierto con una capa roja que a los ojos populares parecía las llamas del infierno. El obispo de Vich hizo retirar este cuadro, que hasta ahora se podía ver en el museo episcopal de esa ciudad.
El Conde era muy dado a la caza y se pasaba la mayor parte del tiempo entregado a esta expansión. Y fue el caso de que una vez que cazaba por Montbador se le hizo de noche, y como tenía mucha hambre, buscó un lugar donde poder comer y descansar. En medio de la oscuridad y allí lejos, lejos, vio una lucecita. Guiado por la claroreta, hizo hacia un gran palacio que se levantaba perdido en medio de la espesa espesura. Entró sin ningún recelo y se encontró ante una gran mesa muy bien parada y llena de comidas sabrosas. Sin pensarlo demasiado, se sentó y se puso a comer a siete quejoso. Las viandas y los buenos vinos iban y venían solos, y para ellos mismos se ponían al alcance de su mano. Comió a cumplimiento en cantidad y calidad. Cuando estuvo satisfecho, atizado por la curiosidad, entró palacio adentro e hizo hacia una cámara muy suntuosa, ricamente amueblada, en medio de la cual había una cama magnífica con siete colchones. Como se sentía cansado, se acostó y se durmió pronto. Cuando se despertó se encontró que yacía a su lado una gentil dama, de gracia y belleza sin igual.
El Conde, sorprendido y admirado ante la inesperada presencia de la dama, tomó una de las candelas que ardían en sendos candelabros y se la acercó. Involuntariamente cayó una gota de cera en el pecho de la doncella, que se despertar y explicó al Conde que era una dama encantada y que, por efecto de aquella gota de cera que le había tocado el pecho, quedaría encantada siete años más. Le pidió que al cabo de ese tiempo volviera, que con su presencia la desencantado, se casaría con él y fuera señor de unos grandes tesoros que había en el palacio, de los que era ella la guardadora. El conde del Arnau esperó aquellos siete años con inquietud, para poder ser el marido de aquella dama y señor de los tesoros y del palacio. Fue, sin embargo, el caso de que no pudo volver el mismo día que cumplía el término. Llegó al día siguiente y encontró la dama casada y que los tesoros también ya eran de otro que había sido puntual en desencantarla. Esto el contra sensiblemente y le hizo perder la jovialidad y la bondad que hasta entonces le habían distinguido y que lo hacían simpático a todos. Desde entonces nació en él una aspereza que congrio en torno suyo un largo rosario de odios y malvolences. Así como hasta entonces había servido Dios en todo lo que podía, y también hecho levantar muchas capillas e iglesias, desde ese momento se sintió desafecto a las cosas sagradas e hizo amistad con el diablo, con el que hizo mucha liga.

## La atracción misteriosa
El conde del Arnau poseía una atracción extraña y excepcional. Era de fisonomía muy adusta, pero tenía el don de la persuasión y una belleza toda especial y diabólica que le hacía atrayendo a las mujeres, que se sentían cautivadas por su palabra y por su vista. Conocían bien sus costumbres licenciosas y perversos y también sabían el precio que debía costar su amistad, pero una extraña simpatía las inclinaba hacia él y sentían alegría de hablar con él. Los hombres, sin embargo, le tenían un odio implacable y eran cientos los maridos, los hermanos y los padres que, roídos por la sed de venganza, sentían avidez de hacerle pagar a buen precio su deshonra, pero ninguno se atrevía encarar-se, ya que todos le temían tanto como la odiaban. Había entrado por todos los hogares de sus dominios, y los de fuerza más allá aún, y no había desdeñado ser huésped de la cabaña de carbonero o del leñador, de la misma manera que había visitado la casa del campesino que llevaba tierras. La acritud de carácter le condujo a un grado exagerado de tacañería.
El señor del castillo de Milany tuvo un niño y le fue padrino el conde Arnau. El barón de Mataplana le hizo presente de un vestido para el bautizo. Fue el caso de que, a los pocos días de bautizado, el niño se murió. Y el Conde reclamó al señor de Milany el vestido de su ahijado, pues, como que había muerto, ya no la necesitaba. El Conde entonces maravilló el vestido con un maleficio que producía la muerte de todos los niños a los que lo ponían. El Conde sentía mucha alegría que dentro de sus dominios nacieran fuerza chicas. Sentía, en cambio, desagrado que nacieran chicos, que el día de mañana se podían convertirse en sus enemigos. Un día hizo saber a sus vasallos que quería ser padrino de los chicos que nacieran dentro de la baronía. A todos les hacía presente del rico vestido hechizado, y al cabo de pocos días morían. El Conde reclamaba el vestido y daba al ahijado siguiente, que moría como los demás. Así durante varios años consiguió que no sobreviviera ningún chico dentro del territorio de la baronía, hasta que se dio cuenta de que privándose de enemigos por medio de este sistema también se privaba de brazos que le cultivaran las tierras. Y lo dejó estar.
El Conde pagaba todos los tributos que debía satisfacer al rey o a otros caballeros siempre con ganado: caballos, bueyes, ovejas, lechones, etc. Antes de entregarlos en pago les hacía comer un grano hechizado, que hacía que las bestias, de modo que se encontraban sueltas, emprendieran el camino de su corral o cuadra y que hicieran otra vez a la baronía. Por lejos que fueran y por dificultades que hubiera por el camino, más tarde o más temprano, según los días que duraba el viaje, los animales volvían a su corral. Así el Conde satisfacía religiosamente sus deudas y pagaba puntualmente todos los tributos, sin mermar su patrimonio. Dicen que el conde Arnau no quería que dentro de sus dominios hubiera otro animal grande que su caballo. Ninguno de sus vasallos no podía ser osado tener ningún yegua, ni buey, ni incluso ningún asno. Una vez un burro perdido entró en el término de su jurisdicción. Un campesino que lo vio corrió a esquivarlo por miedo a la furia del señor. El Conde, al saberlo, como él no lo había visto, dudó de si el vasallo trataba de hacer huir al asno o de auparlo y apoderarse de ella. Ante la duda, creyó conveniente castigarlo, y lo hizo colgar del almena más alto del castillo, para que el castigo sirviera de ejemplo a todos los vasallos.
Como no podía haber animales de fuerza ni de tiro dentro de los dominios condales, todas las labores del cultivo de la tierra y todo el trajín hacer a fuerza de brazo y de sangre humana. En arar, los campesinos tenían que hacer el oficio de los bueyes, y en batir, el de las yeguas. Todo lo que tenía que acarrear y transportar debía ser llevado a hombros. El conde Arnau se sentía dueño y señor de todos los cultivos que se hacían dentro de sus dominios y de todos los frutos que se cosechaban. El trigo había que ir a batir a una gran era, y él en persona vigilaba el trabajo. Todos los súbditos, hombres, mujeres y niños, habían de acudir y de trabajar a la desesperada, dando vueltas por la era a modo de buey o de yegua y bajo la furia de su látigo. Repartía el trigo a su albedrío. A los pocos vasallos que tenía buen ojo, les daba en abundancia, y los demás, sólo un poquito que no les llegaba ni para un par de meses. Y ay que alguien de los que tenían de sobrante en diera ni un Senabre a quienes padecían hambre! que el Conde les hacía sentir todo el peso de su dominio.

## Los otros caprichos del Conde Arnau
El conde Arnau se sintió enfermo de una enfermedad que ningún médico entendía. Hizo acudir al castillo a los mejores médicos y los saludadors y curtidores que gozaban de más fama. Para que le curaran de la enfermedad, y él los trataba a cuerpo de rey. Al ver que no le adivinaban el mal, se encolerizó y los mandó colgar. Llegaron a colgar unas cuantas docenas de las almenas de las murallas de su castillo. 
Por fin, acudió al consejo de un brujo muy afamado que le ponderó la virtud de un agua que manaba borde de una masía que se encontraba sobre el camino viejo de Olot a Perpiñán, cerca de esta villa.
El Conde visitó la fuente, bebió agua y al instante recobró la salud. La fuente todavía hoy es conocida como la ‘’Fuente del Conde’’, y el mismo nombre tomó el cortijo que se levanta allí cerca.
Al Conde, le gustó tanto esa agua, que la quiso conducir hasta su castillo, y se propuso que la fuente manara el patio, para poder beber tanto como quisiera sin nada de esfuerzo. 
Llamó a sus vasallos maestros de casas y les dijo que se ingenian para construir una mina que por debajo de la montaña llevara el agua desde Perpiñán hasta su castillo. Todos le dijeron que agujerear tanta roca era imposible y que quizá la obra fuera intentable haciendo un riego descubierto en lugar de una mina subterránea. El Conde quería que fuera precisamente una mina y no un riego, por miedo a que durante el curso alguien no le tomara el agua. 
Airado que contradecían su voluntad, el Conde hizo colgar también los maestros de casas y decidió emprender personalmente la dirección de la obra. 
Hizo acudir a todos sus vasallos y los hizo trabajar de noche y de día con toda actividad. Y dicen que afanaron siete años y que no lograron hacer más que unas cuantas canas de mina, aunque la furia del Conde no paraba de fustigar-los y azuzar a su trabajo. Al final el Conde reconoció que los maestros de casas tenían razón y desistió de su propósito. 
Un caso igual le pasó al querer proveer de agua el castillo. Quería reunir las aguas de la fuente de Maials, Vilagran, y Vila-chica, que hizo llegar hasta el Pla de la Pera. También quería coger las fuentes del Llobregat, que iban hasta l'Espluga. Mientras estaban los trabajos en este punto uno de los obreros también dijo que pronto lo lograrían <<si Dios quiere>>, y furioso el mal conde replicó que tanto si quería o no, ya continuación las fuentes del Llobregat retroceder hasta en Castellar de N'Hug. A Serra-seca aún se ve un séc hecho en la roca viva a golpes de escoda, que recuerda el conducto intentado para conducir el agua. 
El conde del Arnau ejercía sobre las mujeres de sus vasallos un dominio señorial mucho más abusivo de lo que permitían los usos y costumbres de su tiempo. Todos sus súbditos, el día que se casaban, al salir de la ceremonia se veían obligados a llevar la mujer en el castillo y ponerla a disposición del señor. Era corriente que al día siguiente el señor la dejara volver con su marido. Muy a menudo, sin embargo, el conde del Arnau las hacía permanecer en el castillo días, semanas e incluso meses. 
Siempre que el castillo había un convite, el Conde hacía acudir las doncellas más gentiles y más bonitas y mientras él y sus compañeros de niebla comían, las pobres solteras debían pasear desnudas por alrededor de la mesa cuclillas y recoger las cerezas que los entablados los tiraban. El tiempo de las cerezas era de vejación y de martirio para las pobres doncellas vasallas del Conde. Y se dice que, una vez muerto, para borrar el mal recuerdo del abuso señorial, durante muchos años no hubo ningún cerezo ni entró ninguna cereza en los dominios de Mataplana. 
El Conde se enamoró la graciosa dama Blanca de Pradell. Después de haberla seducida, cuando ella lo requirió para casarse, él le dijo que ya lo era y que tenía una larga filiada. La dama, indignada, le echó en cara su vileza y trató de abajo y de innoble. Sus palabras hirieron el amor propio del Conde, que, loco de rabia, el despeñado descalabro de uno de los riscos del Montgrony, que la leyenda califica aún de <<’’Salto de la Dama’’>>. En días de calma, a mediodía, se aun siendo el clamor lastimero de la dama, que sube del fondo del abismo.